# Christian Schäfer (Philosoph)
Christian Schäfer (* 1967 in Jaboticabal, Brasilien) ist ein deutscher Philosoph und Hochschullehrer.

## Leben
Schäfer studierte von 1987 bis 1992 Katholische Theologie, Philosophie und Politikwissenschaft an der Ludwig-Maximilians-Universität München, an der Hochschule für Philosophie München und in Rom an der Päpstlichen Universität Gregoriana und an der Päpstlichen Universität Heiliger Thomas von Aquin. In den Jahren 2003/2004 war Schäfer Research Fellow am Center for Hellenic Studies der Princeton University, von 2004 bis 2009 Professor für Christliche Philosophie an der Katholisch-Theologischen Fakultät der Ludwig-Maximilians-Universität München und Vorstand des Martin-Grabmann-Forschungsinstituts. Schäfer ist seit 2009 Professor für Philosophie an der Universität Bamberg.

## Schriften (Auswahl)
- Unde malum? Die Frage nach dem Woher des Bösen bei Plotin, Augustinus und Dionysius vom Areopag. Königshausen & Neumann, Würzburg 2002, ISBN 3-8260-2269-6.
- The Philosophy of Dionysius the Areopagite. An Introduction to the Structure and the Content of the Treatise On Divine Names (= Philosophia Antiqua. Band 99). Brill, Leiden/Boston/Köln 2006, ISBN 90-04-15094-3.
- Thomas von Aquins gründlichere Behandlung der Übel. Eine Auswahlinterpretation der Schrift ‚De malo‘. (= Veröffentlichungen des Grabmann-Institutes zur Erforschung der mittelalterlichen Theologie und Philosophie. Band 57). De Gruyter, Berlin 2013, ISBN 978-3-05-006076-7.
- (als Hrsg.): Was ist das Böse? Philosophische Theorien von der Antike bis zur Gegenwart. Reclam, Stuttgart 2014, ISBN 978-3-15-019260-3.
- Juan Ginés de Sepúlveda: Democrates secundus. Zweiter Demokrates (= Politische Philosophie und Rechtstheorie des Mittelalters und der Neuzeit. Abteilung I: Texte Band 11). Frommann-Holzboog, Stuttgart 2018, ISBN 978-3-7728-2700-6 (herausgegeben, eingeleitet und ins Deutsche übersetzt von Chr. Schäfer).